# Stefan Królikowski
Stefan Królikowski, ps. Ogrodniczek, Bartoszewicz, Cyprian, Bartłomiej (ur. 26 listopada 1881 w Warszawie, zm. 21 sierpnia 1937 w Moskwie) – polski działacz socjalistyczny (Polska Partia Socjalistyczna i PPS-Lewica) i komunistyczny (KPRP i Komunistyczna Partia Polski).

## Życiorys
Syn Aleksandra Królikowskiego - szewca i ogrodnika i Joanny z Cymermanów - prasowaczki. Z zawodu ogrodnik. Samouk. Ukończył dwuklasową szkołę prywatną Auerbacha. Od 1900 roku był członkiem Polskiej Partii Socjalistycznej. W 1901–1906 wielokrotnie aresztowany i więziony (w 1904 w X Pawilonie Cytadeli Warszawskiej), przebywał pod nadzorem policji. W 1905 uczestnik VII Zjazdu PPS, został wybrany do Warszawskiego Komitetu Robotniczego. Aresztowany w 1906, był ponownie więźniem X Pawilonu Cytadeli Warszawskiej. Wyrokiem Warszawskiego Wojskowego Sądu Okręgowego z 21 marca 1907 skazany na 5 lat pozbawienia wolności (tzw. roty aresztanckie). W roku 1911 wrócił do kraju. W latach 1912–1915 był członkiem Centralnego Komitetu Robotniczego (CKR) PPS-Lewicy.
Podczas I wojny światowej przedstawiciel partii w Międzypartyjnej Radzie Robotniczej w Warszawie, działał w Robotniczym Komitecie Gospodarczym. Aresztowany przez władze carskie w 1915, zesłany administracyjnie do wsi Pirowskoje w Syberii Wschodniej. Po rewolucji lutowej i obaleniu caratu uwolniony na mocy amnestii ogłoszonej przez Rząd Tymczasowy. Tworzył sekcję PPS-Lewicy w Piotrogrodzie, członek CKW PPS-Lewicy w Rosji. Publicysta Robotnika w Rosji, członek redakcji Promienia. Uczestnik Ogólnorosyjskiego Zjazdu Wojskowych Polaków w Piotrogrodzie, kandydat do Dumy Miejskiej i zastępca członka Piotrogrodzkiej Rady Delegatów Robotniczych i Żołnierskich.
Po rewolucji październikowej, od grudnia 1917 kierownik Wydziału do spraw Jeńców Komisariatu do Spraw Polskich i członek działającej przy komisariacie Rady Polskich Organizacji Rewolucyjno-Demokratycznych. Uczestniczył w rozmowach z dowództwem I Korpusu Polskiego, mających na celu powstrzymanie się korpusu pozostającego pod dowództwem gen. Józefa Dowbora-Muśnickiego od działań zbrojnych przeciw bolszewikom. W kwietniu 1918 wrócił do okupowanego przez Państwa centralne Królestwa Polskiego.
Był zwolennikiem zjednoczenia PPS-Lewicy i SDKPiL, organizował Radę Delegatów Robotniczych w Zagłębiu Dąbrowskim, uczestnik II (XII) Zjazdu PPS-Lewicy w grudniu 1918 i współorganizator I Zjazdu KPRP. Na I Zjeździe Komunistycznej Partii Robotniczej Polski wszedł w skład Komitetu Centralnego tej partii i był współautorem programu partii. W styczniu 1919 aresztowany przez władze polskie, więziony do lipca tego roku. W czerwcu-lipcu 1921 był członkiem delegacji KPRP na III Kongres Kominternu w Moskwie, wybrany do Komitetu Wykonawczego Kominternu. Uczestnik I Kongresu Czerwonej Międzynarodówki Związków Zawodowych, wybrany do Centralnej Rady Czerwonej Międzynarodówki ZZ. Ponownie aresztowany 30 października 1921 na konferencji Komunistycznej Partii Galicji Wschodniej, oskarżony w procesie świętojurskim uczestników konferencji (21 listopada 1922–11 stycznia 1923 we Lwowie), skazany na trzy lata ciężkiego więzienia. Podczas pobytu w areszcie 5 listopada 1922 wybrany na posła na Sejm RP I kadencji z okręgu nr 1 (Miasto Stołeczne Warszawa) z listy Związku Proletariatu Miast i Wsi (legalnej przybudówki KPRP). 26 stycznia 1923 na wniosek posłów Norberta Barlickiego i Hermana Liebermana Sejm podjął uchwałę wzywającą do uwolnienia Królikowskiego dla umożliwienia mu wykonywania mandatu poselskiego, co też nastąpiło 31 stycznia 1923. Uczestnik II Zjazdu KPRP (październik 1923), na którym wszedł w skład Krajowego Biura Politycznego KC KPP. Na V Kongresie Kominternu w lipcu 1924 decyzją „Komisji Polskiej” pod przewodnictwem Józefa Stalina, (zatwierdzoną przez Komitet Wykonawczy Kominternu) usunięty z kierownictwa partii jako „zwolennik prawicowego kursu”. Po powstaniu 6 listopada 1924 Komunistycznej Frakcji Poselskiej w Sejmie został jej pierwszym przewodniczącym. Przed końcem 1924 wyjechał za granicę a 25 października 1925 nadesłał z Berlina pismo o zrzeczeniu się mandatu poselskiego. Zwolniony mandat objął po nim Adolf Warski. Lata 1925–1926 spędził w ZSRR w obawie przed aresztowaniem z powodu swoich antypolskich wystąpień w Sejmie. Od 1929 roku ponownie przebywał w ZSRR.
W czasie "wielkiego terroru" 11 maja 1937 roku został aresztowany przez NKWD i następnie oskarżony o przynależność do Polskiej Organizacji Wojskowej. 21 sierpnia 1937 roku został przez Kolegium Wojskowe Sądu Najwyższego ZSRR skazany na śmierć i tego samego dnia stracony. Skremowany na Cmentarzu Dońskim w Moskwie i tam też anonimowo pochowany. Został zrehabilitowany 29 kwietnia 1955 roku postanowieniem Kolegium Wojskowego SN ZSRR.